# Diocese da Itália Suburbicária
A Diocese da Itália Suburbicária (em latim: Dioecesis Italia Suburbicaria - "Itália sob o domínio da cidade [de Roma]") foi uma diocese do Império Romano, criada na reforma de Diocleciano no século IV e subordinada à prefeitura pretoriana da Itália.

## História
A Itália Suburbicária abrangia toda a região centro-sul da Itália e era governada pelo vigário de Roma, a mais alta autoridade civil da diocese. 
Mesmo depois da queda do Império Romano do Ocidente, é possível que diocese tenha sobrevivido. Na verdade, ainda no fim do século VI e início do VII (período bizantino), são mencionados nas cartas papais prefeitos pretorianos ou vigários em Roma ou em Gênova. No entanto, é provável que o cargo tenha perdido muito de seu prestígio nesta época por causa da crescente influência dos generais, que exerciam poderes que, até as conquistas lombardas, eram exercidos por oficiais civis. Durante o domínio ostrogodo, o vigário de Roma não mais controlava Roma e passou a responder para o prefeito urbano, com sua jurisdição restrita à cidade de Roma e redondezas até 40 milhas de distância. No final do século VI, é provável que o vigário de Roma tenha passado a exercer apenas funções financeiras, perdendo todas as demais atribuições. Menos importante que o prefeito urbano, a função gradativamente desapareceu das fontes a partir daí.

## Subdivisões
Ela era subdividida em dez províncias:
- Apúlia e Calábria
- Campânia
- Córsega (Corsica)
- Lucânia e Brúcio
- Piceno (Picenum Suburbicarium)
- Sâmnio
- Sardenha (Sardinia)
- Sicília
- Túscia e Úmbria
- Valéria Suburbicária